# 周有堂
周有堂，湖北黃州府黃岡縣人，清朝政治人物、同进士出身。
康熙五十一年（1712年）壬辰科进士，授內閣中書。